# Turlutage
Pour les articles homonymes, voir Turlutte.
Le turlutage ou la turlute est une forme d'expression musicale folklorique canadienne-française qui consiste à chanter des onomatopées sur des airs traditionnels de violon. Selon certaines théories, la turlute serait née en Acadie au moment de la Conquête.

## Utilisation
C'est une forme de chanson traditionnelle et populaire, qui peut servir :
- à des ornements mélodiques ponctuels ;
- à de courts développements (introductions, ponts, refrains ou codas) ;
- de forme principale pour un morceau complet ;
- de fredon (improvisé ou non) lors d'un solo vocal.

Dans sa forme canonique, le turlutage se caractérise par des variations sur certains motifs syntagmatiques (par exemple « tamtidelam » passe à « tam tidelidelam ») affichant une certaine palette de phonèmes dont la sélection répond à des critères phonétiques et esthétiques (par exemple, le mariage des [t], des [d] et des [m] pour les consonnes, des [i] et des [a], pour les voyelles). Elle se caractérise aussi par un tempo enlevé, par quoi les turlutes prennent souvent l'allure d'impossibles virelangues ; les mélodies turlutées sont d'ordinaire dansantes et joyeuses. Selon certains, la turlute constituerait une imitation vocale d'un instrument musical, tel que le violon ou la flûte.
On trouve les dérivés turluterie, turluteur, turluteuse, turluter.
La représentante la plus connue du turlutage est Mary Travers, dite La Bolduc, dans les années 1930. La chanson Quand plus rien ne va (2000), du groupe Mes souliers sont rouges, est consacrée à la turlute et à ses homonymes.

### Autre
- Notage et gavottage en accompagnement des avant-deux de l'ouest de la France.